# 테아트랄나야역
테아트랄나야역(러시아어: Театра́льная)은 모스크바 지하철 자모스크보레츠카야 선의 역이다.

## 역사
테아트랄나야 역은 1938년 9월 11일 개장했다. 처음 개장할 당시 이름은 러시아의 혁명가인 야코프 스베르들로프의 이름을 딴 '플로샤디 스베르들로바 역'이었으며, 이후 테아트랄나야 역으로 이름을 바꾸었다.

## 지리
테아트랄나야 역에서는 오호트니 랴트 거리와 니콜스카야 거리, 마네즈나야 광장으로 나갈 수 있다.

## 환승
이 역에서는 소콜니체스카야 선의 오호트니 랴트 역과 아르바츠코 포크롭스카야 선의 플로샤디 레볼류치 역으로 갈아탈 수 있다.